# Paralelo 50 sur
El paralelo 50 Sur es un paralelo que está 50 grados al sur del plano ecuatorial de la Tierra.
A esta latitud el día dura 8 horas con 4 minutos en el solsticio de junio y 16 horas con 23 minutos en el solsticio de diciembre. 
Comenzando en el meridiano de Greenwich en la dirección este, el paralelo 50 Sur pasa sucesivamente por:
| País, territorio o mar | Notas                                                                        |
| ---------------------- | ---------------------------------------------------------------------------- |
| Océano Atlántico       |                                                                              |
| Océano Índico          | Pasa al sur de las Islas Kerguelen, Tierras Australes y Antárticas Francesas |
| Océano Pacífico        | Pasa al sur de las Islas Antípodas, Nueva Zelanda                            |
| Chile                  | Patagonia, sur de la Región de Aysén                                         |
| Argentina              | Patagonia, provincia de Santa Cruz desembocadura del Río Coig                |
| Océano Atlántico       |                                                                              |